# Sitapi Coronae
Le Sitapi Coronae sono una struttura geologica della superficie di Venere.